# Антре (страва)
Антре (від фр. entrée — вхід, вступ) — перша страва, легка закуска, що подається за годину-півтори перед парадним обідом в іншому приміщенні. В XIX столітті в Російській імперії під словом антре розумілася закуска, що подавалася на підносах під час свят (бутерброди, спиртні напої, канапки). До кінця XIX століття піднос з антре вже подавався на стіл .